# Paweł Załęcki
Paweł Załęcki (ur. 25 lipca 1970 w Toruniu) – socjolog i antropolog społeczny, analityk rynku pracy, specjalista ds. kompleksowego wspomagania szkół i placówek oświatowych.
W latach 1994–2016 związany z Zakładem Badań Kultury Instytutu Socjologii Uniwersytetu Mikołaja Kopernika. Wieloletni Sekretarz Sekcji Antropologii Społecznej PTS (Polskiego Towarzystwa Socjologicznego), były redaktor Informacji Bieżącej PTS (2007-2013), w latach 2007-2013 członek Zarządu Głównego Polskiego Towarzystwa Socjologicznego oraz członek Prezydium ZG PTS.
Zainteresowania: socjologia i antropologia religii, socjologia nowych ruchów religijnych, relacje między religią i życiem seksualnym, antropologia społeczno-kulturowa, teoria socjologiczna oraz współczesne problemy i zjawiska społeczne.

## Wybrane publikacje
- Wspólnota religijna jako grupa pierwotna, Zakład Wydawniczy NOMOS, Kraków 1997.
- Między triumfalizmem a poczuciem zagrożenia. Kościół rzymskokatolicki w Polsce współczesnej w oczach swych przedstawicieli. Studium socjologiczne, Zakład Wydawniczy NOMOS, Kraków 2001.
- (red. wraz z Ryszardem Paradowskim) Kulturowe instrumentarium panowania, Wydawnictwo Adam Marszałek, Toruń 2001, 2002 (2 wyd.).
- Słownik socjologiczny, Graffiti BC, Toruń 1997 (z Krzysztofem Olechnickim), 1998 (2 wyd.), 1999 (3 wyd.), 2000 (4 wyd.), 2001 (5 wyd.), 2002 (6 wyd.).